# Фрюхт
Фрюхт (нім. Frücht) — громада в Німеччині, розташована в землі Рейнланд-Пфальц. Входить до складу району Рейн-Лан. Складова частина об'єднання громад Бад-Емс.
Площа — 5,53 км2. Населення становить 564 ос. (станом на 31 грудня 2020).